# La Romaine
La Romaine község Franciaország Burgundia-Franche-Comté régiójában, Haute-Saône megyében. Új községként 2015. december 15-én jött létre Greucourt, Le Pont-de-Planches és Vezet község egyesítésével. Lakosainak száma 519 fő (2022. január 1.).

## Népesség
| Lakosok száma | 511  | 515  | 518  | 519  | 518  | 519  |
|               | 2017 | 2018 | 2019 | 2020 | 2021 | 2022 |